# Carlo Cedroni
Carlo Cedroni (né le 23 février 1925 à Velletri, dans la province de Rome dans le Latium et mort le 24 octobre 2008 à Ciampino) est un dessinateur italien de bandes dessinées.

## Œuvres
- Blek le roc.